# Neuenhof (Remscheid)

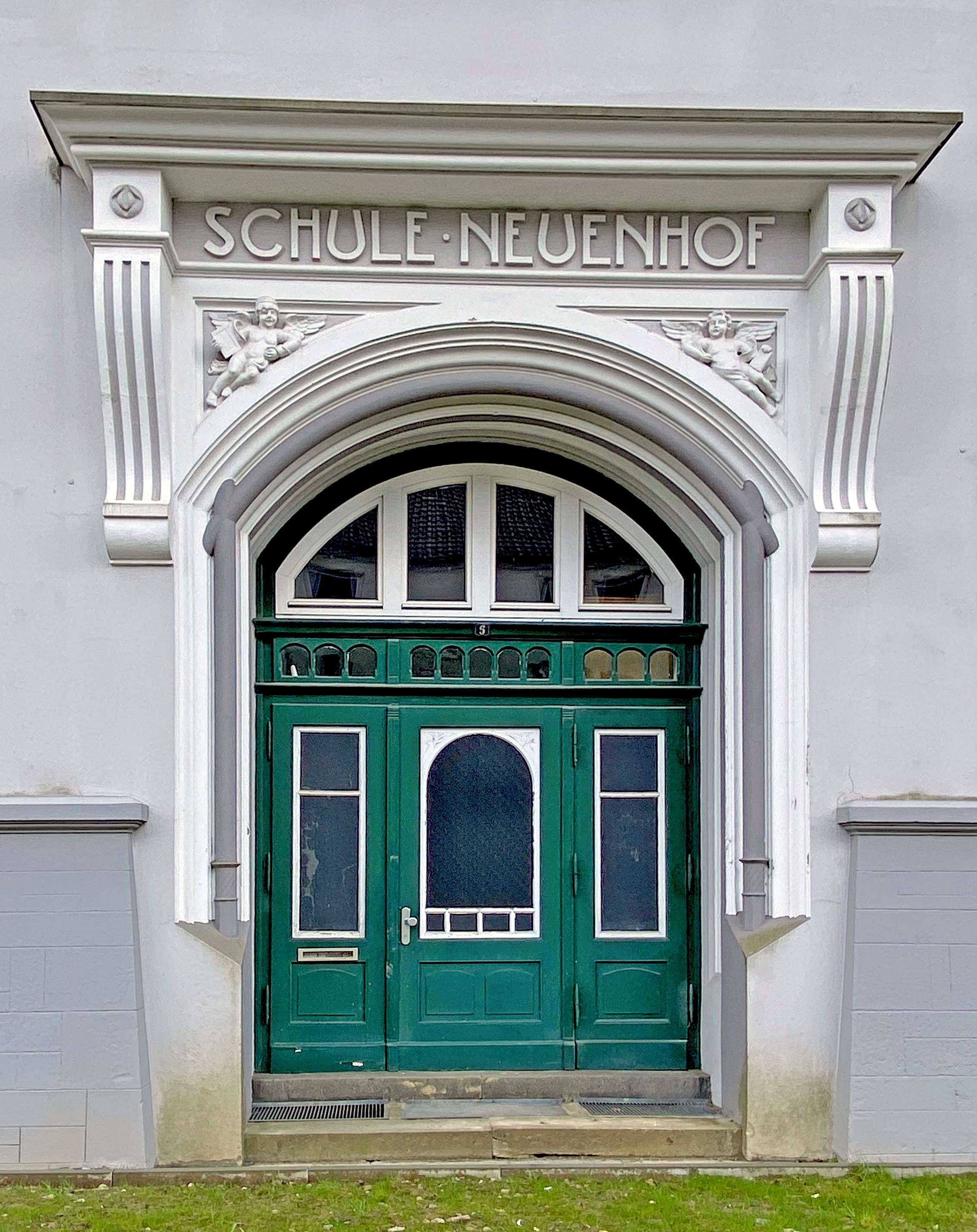
Schule Neuenhof

Der Wohnplatz Neuenhof liegt auf einem in südöstlicher Richtung verlaufenden Höhenrücken, der im Osten vom Böker Bachtal und im Westen vom Bachtal des Baisiepen begrenzt wird. Nordöstlich liegt das größere reine Wohngebiet Mixsiepen, südlich grenzt die Hofschaft Baisiepen und südwestlich der Ortsteil Struck an.

## Geschichte
Nach dem Ende des Ersten Weltkrieges musste für die sehr schnell in der frühindustriellen Phase angewachsene Bevölkerung Remscheids dringend Wohnraum geschaffen werden. Dies sollte durch die Gründung von Baugenossenschaften erreicht werden. 1921 gründeten die Kleingartenpächter, auf deren Gartenland die Siedlung Neuenhof entstehen sollte, die „Siedlungsgenossenschaft Neuenhof“.
Die Siedlung Neuenhof wurde in den Jahren 1925–29 nach den Plänen von Ludwig Lemmer errichtet, der als Stadtbaurat und Beigeordneter die städtebauliche Wohnraum-Entwicklung Remscheids in den Jahren 1921–33 wesentlich prägte. Sein Plan-Entwurf von 1923 sah 160 Wohnungen in 87 Häusern vor, die in 4 Bauabschnitten errichtet werden sollten. Nach anfänglichen finanziellen Schwierigkeiten übernahm die Stadt Remscheid die Bauauftragsvergabe von der Siedlungsgenossenschaft und stellte die Siedlung bis zum Jahr 1929 fertig.

## Aufbau der Siedlung
Die Siedlung weist einen langgestreckt-rechteckigen Grundriss von Nordwest nach Südost auf, an ihrer Nordwestseite ist höherliegend die Sportanlage Neuenhof vorgelagert. Der die Siedlungsmitte bestimmende Verkehrsweg ist von langen, gestaffelten Baublöcken gerahmt. An seinem Anfang, hinter dem Sportplatz, sind die Doppelhäuser so angeordnet, dass ein kleiner Vorplatz entsteht. Es folgen symmetrisch angeordnete Reihenhausblöcke mit wechselnden Baufluchten und dazu querliegend am Südostende die Doppelhäuser Nr. 38/49, 37/39, 50/52 und 49/51. Diese sind durch längs gerichtete Reihenhäuser verbunden, sodass hier – den Straßenverlauf aufbrechend – ein nahezu quadratischer Platz entstanden ist. Kinderspielflächen finden sich nebenan unter großen Bäumen. Einseitig liegt wie ein äußerer Ring eine Folge von Reihen- und Doppelhäusern um das Siedlungsinnere, den Geländeverlauf an der Südost-Seite durch die gerundete Form des Blocks Nr. 67 – 79 berücksichtigend. Die Gebäude sind zweigeschossig, verputzt und mit Satteldächern versehen. Sie liegen je nach Stellung innerhalb der Siedlung direkt an der Straße oder hinter meist frei zugänglichen Vorgärten. Die Fassadenfarben wurden gemäß einer Expertise des Amtes für Denkmalpflege des Rheinischen Landschaftsverbandes im Jahr 2001 an das ursprüngliche, historische Erscheinungsbild angepasst. Die Hausgärten sind rückseitig zugeordnet. Die äußere, östliche Siedlungsstraße ist alleeartig von alten Platanen gesäumt, die Mittelstraße mit Reihen von Kugelahornbäumen und der Sportplatz ist von großen Lindenbäumen eingerahmt.
Die Siedlung Neuenhof wurde am 14. Juni 1996 in die Denkmalliste der Stadt Remscheid eingetragen.

## Infrastruktur

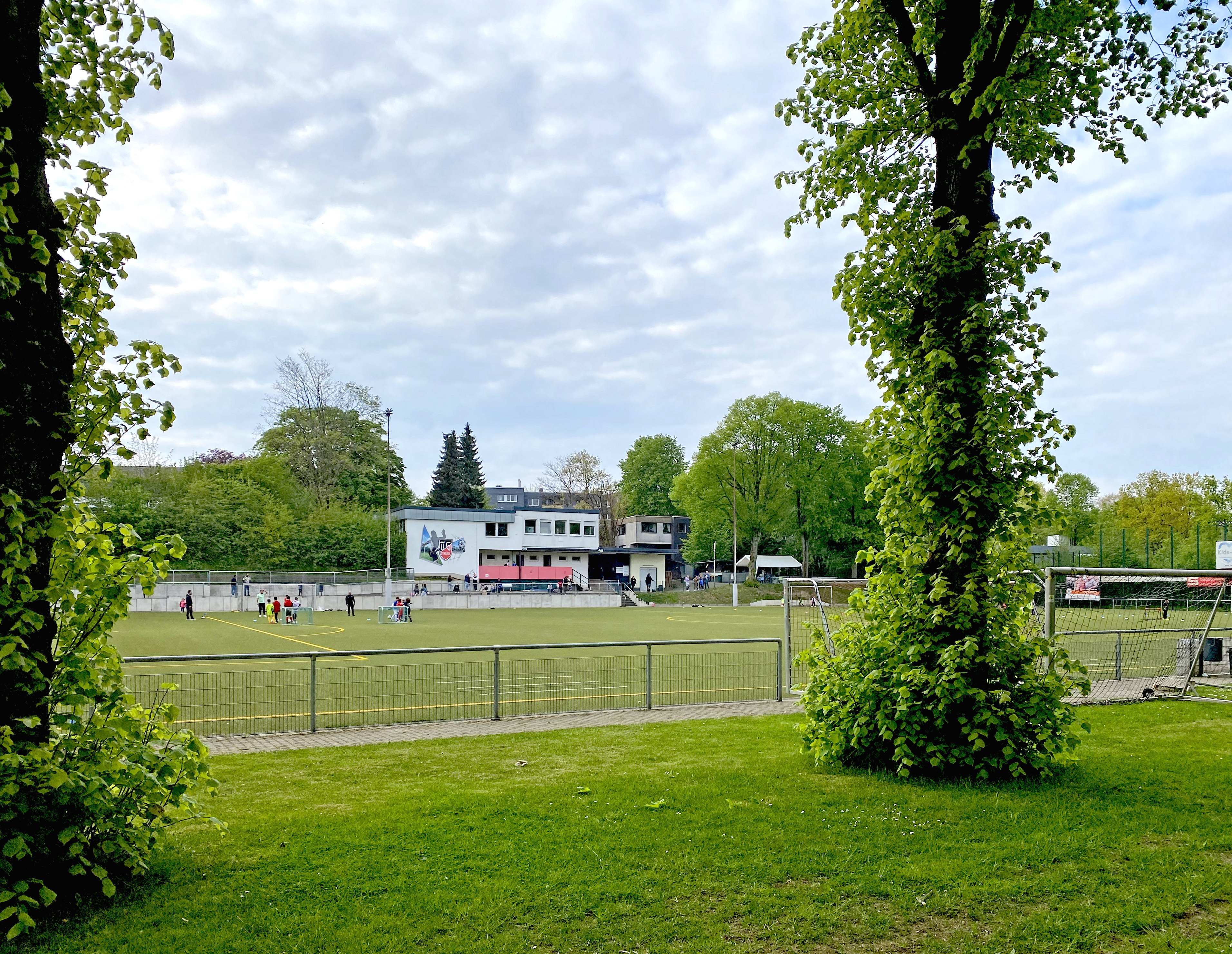
Sportanlage Neuenhof

Die Siedlung Neuenhof wird durch die Baisieper Straße erschlossen, die den Wohnplatz südwestlich tangiert. Die Buslinie 675 verbindet den Wohnplatz mit dem Zentrum zur Hauptverkehrszeit morgens und am ganzen Nachmittag im 30-min-Takt, ansonsten etwa im Stundentakt. Die Lebensmittel-Nahversorgung leistet der Frischmarkt an der Ecke Baisieper / Strucker Straße.

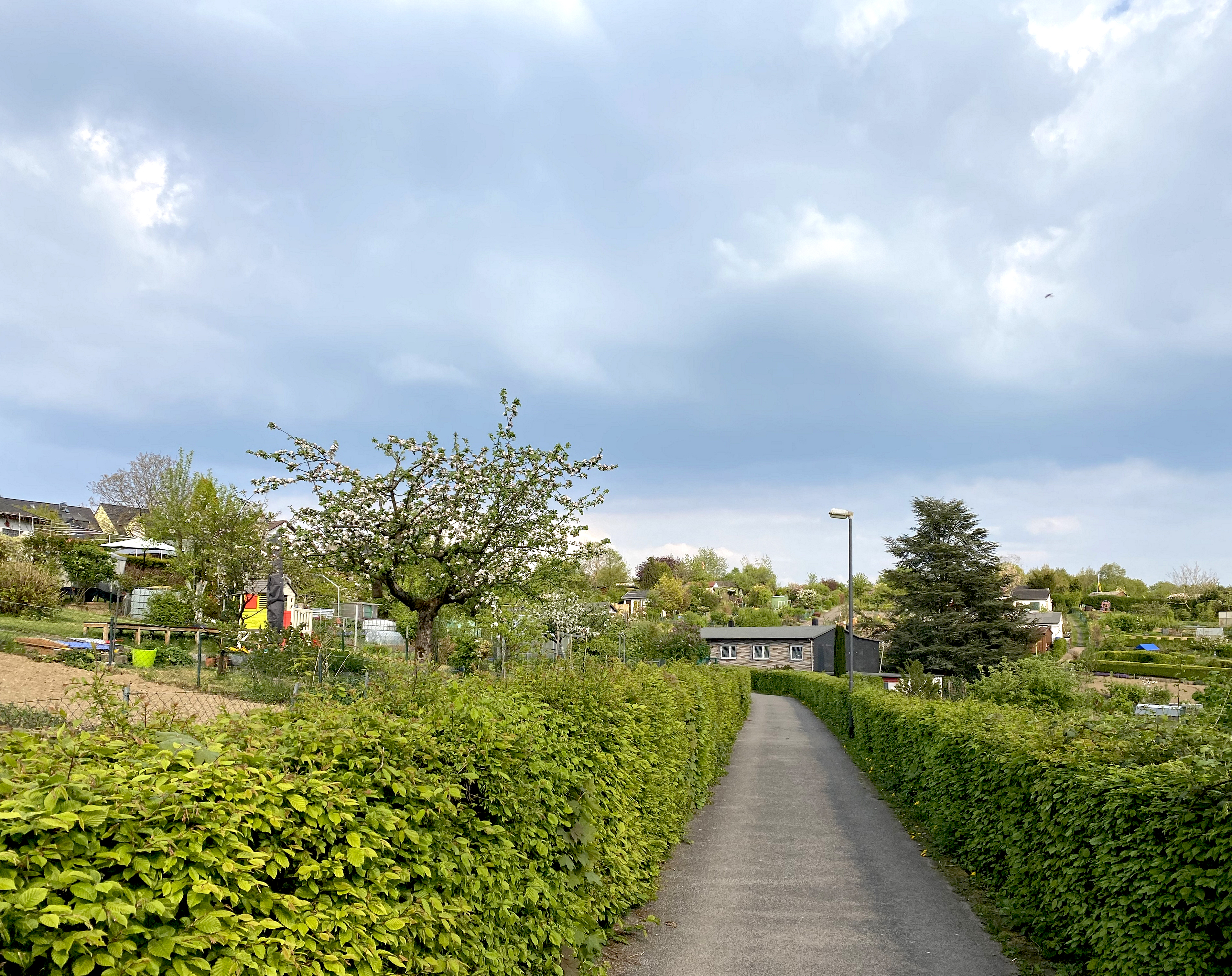
Kleingartenverein Neuenhof e.V.

Die städtische Dörpfeld-Grundschule (Schule Neuenhof) an der Oststraße erfüllt das Bildungsangebot im Grundschulbereich, wobei sie mit der Grundschule Struck als Nebenstelle kooperiert. Ende 2021 wurde östlich angrenzend die Dörpfeld-Kindertagesstätte fertig gestellt.
Zwischen der Siedlung Neuenhof im Süden und der Dörpfeld-Grundschule im Norden liegt die Sportanlage Neuenhof des 1919 gegründete Vereins TS Struck Remscheid 1919 e.V., der bei der Nutzung mit der Grundschule Neuenhof kooperiert. Das Vereinsgebäude des TS Struck an der Breslauer Straße 2 konnte 1974 mit Unterstützung von Stadt und Land nach langer Wartezeit fertig gestellt werden.
Das heutige Gelände des 1922 gegründeten Kleingartenvereins Neuenhof e.V. mit 76 verpachteten Kleingärten liegt in ca. 300 m Entfernung am südlichen Rand der Siedlung Bökerhöhe in leichter Südhanglage, landschaftlich schön von Landschafts- und Naturschutzgebiet umgeben. Das Vereinsheim kann für Veranstaltungen mit bis zu 50 Personen gebucht werden.

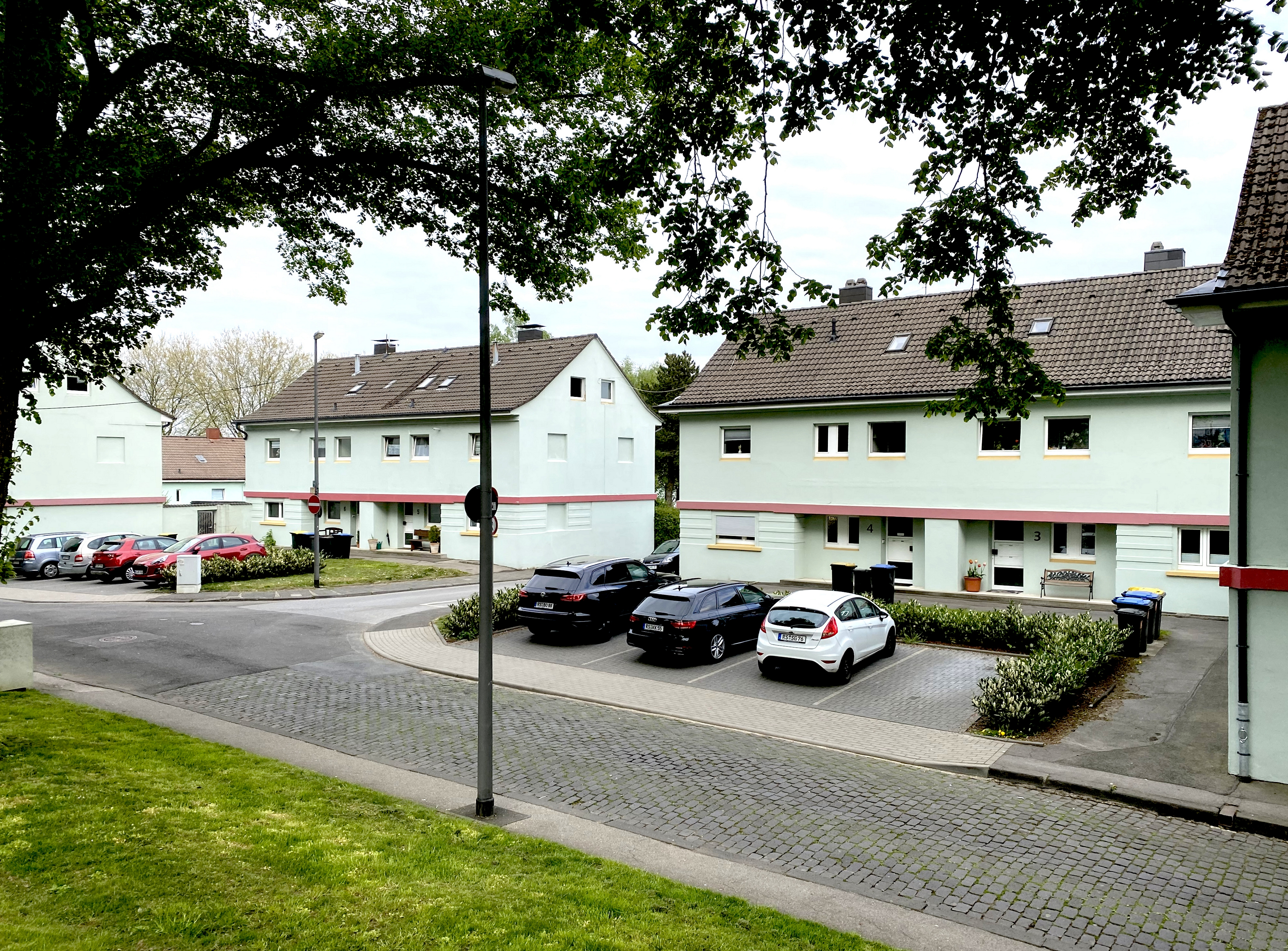
Neuenhof 3–6 (Remscheid)
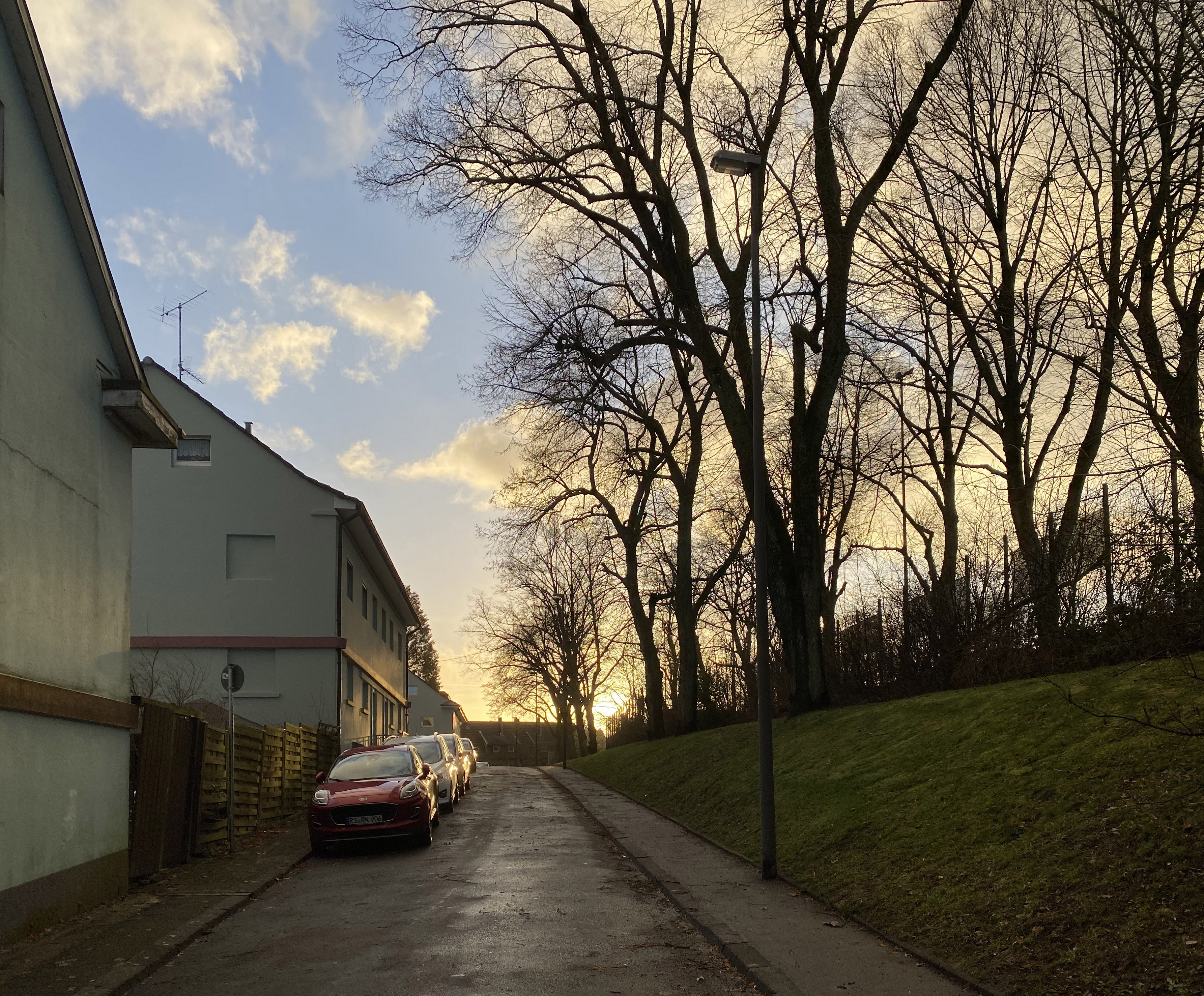
Neuenhof 7–8
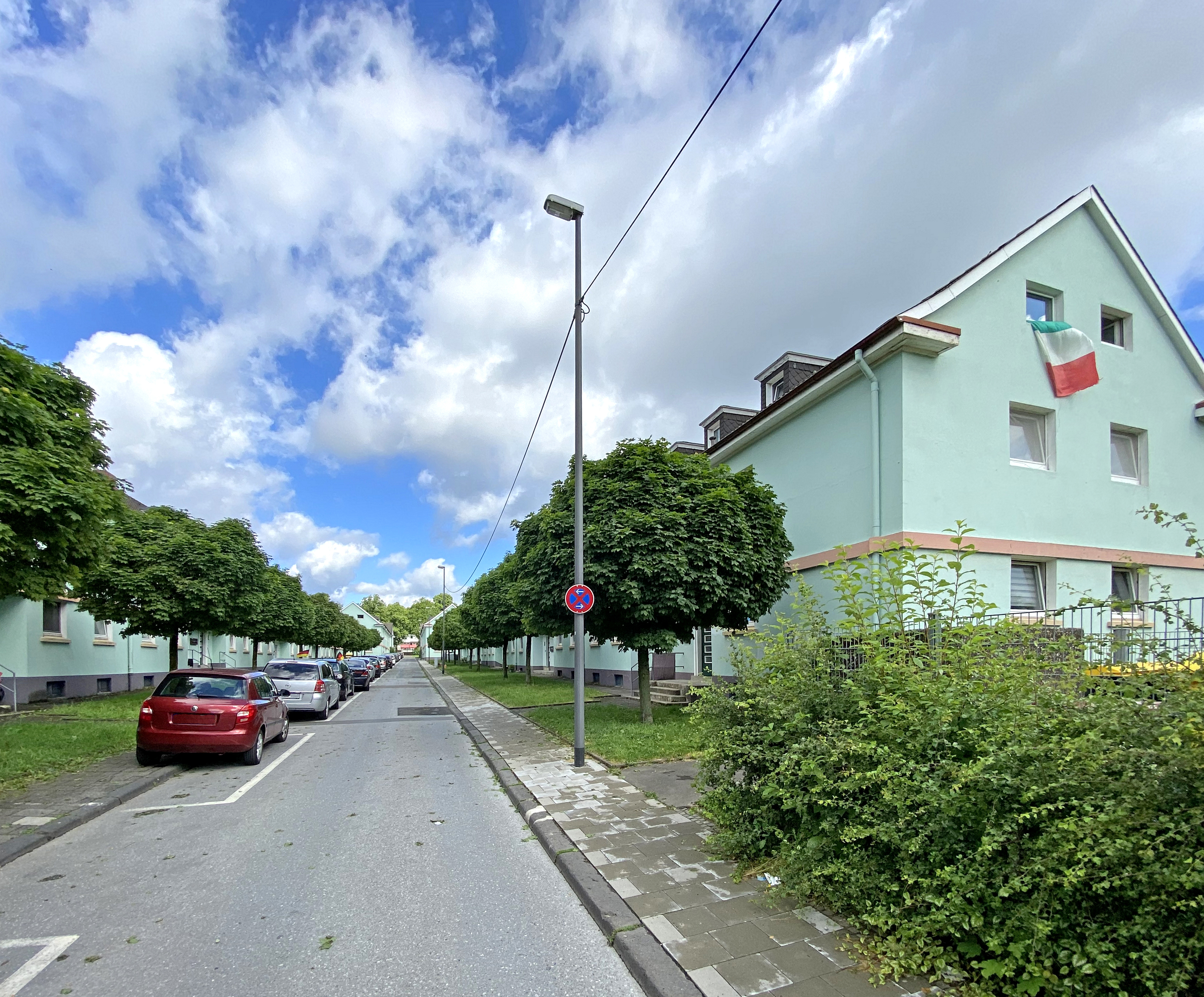
Mittelstraße Neuenhof 17–35
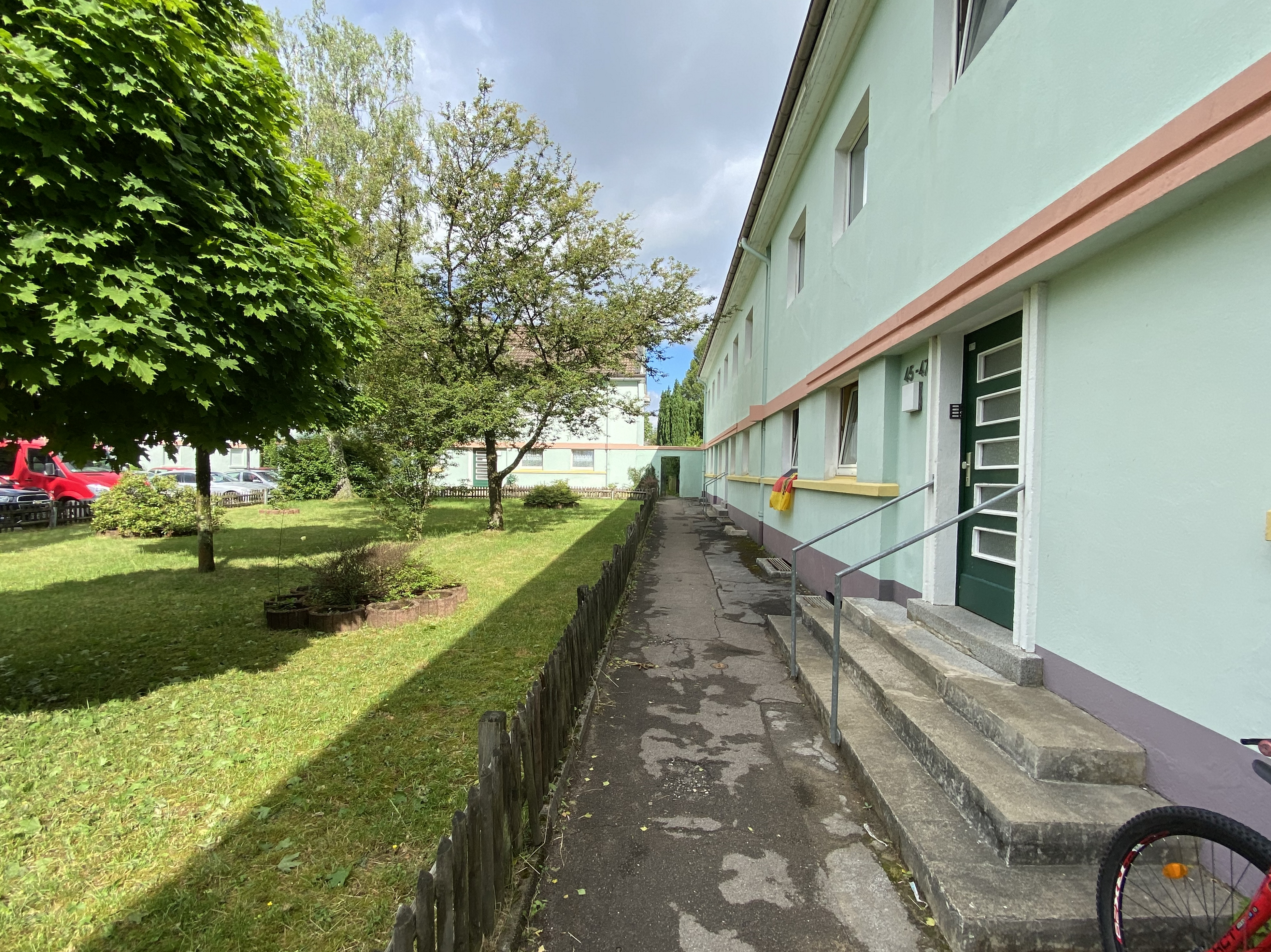
Neuenhof 37–47
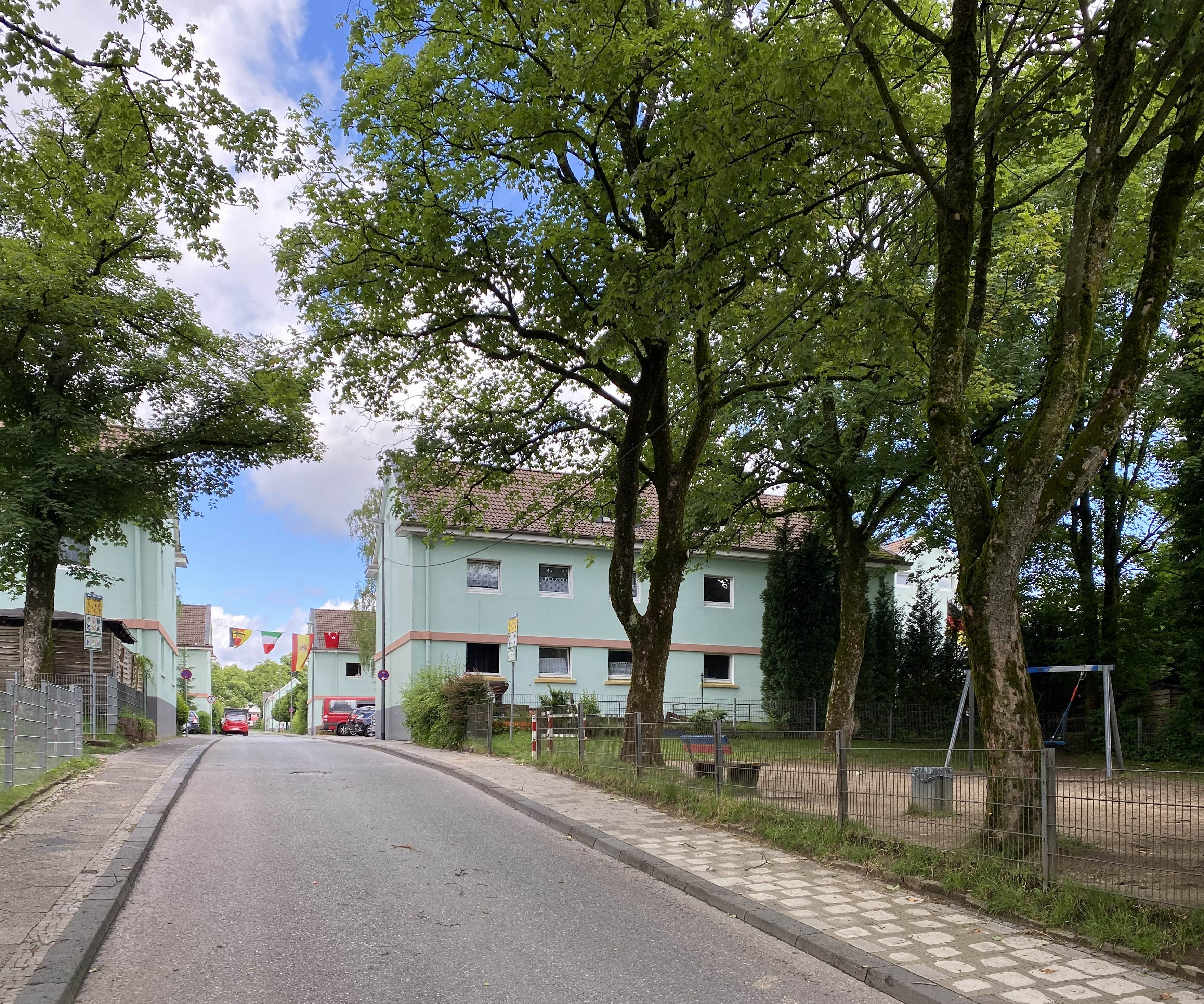
Neuenhof 51–52
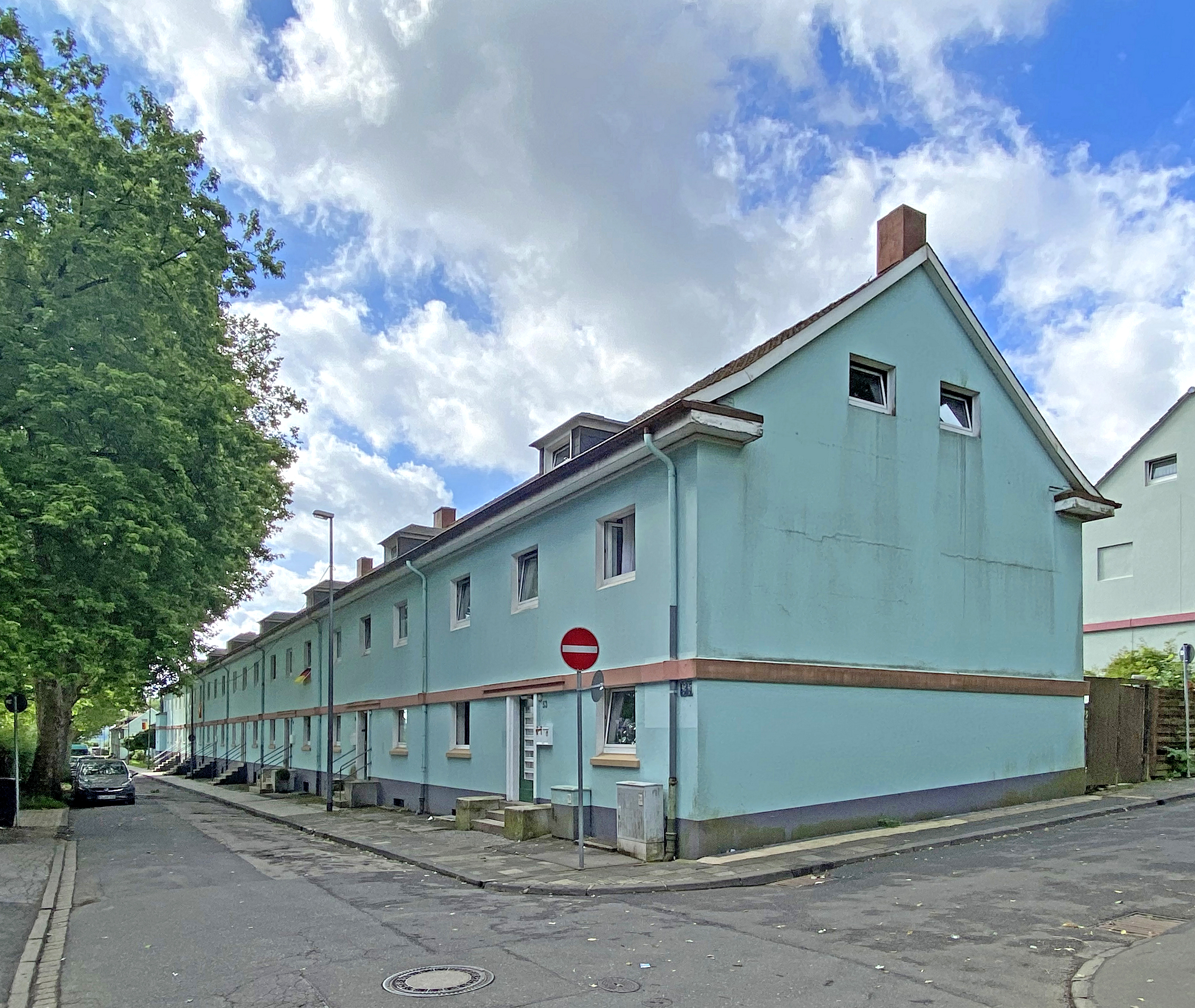
Neuenhof 53–60
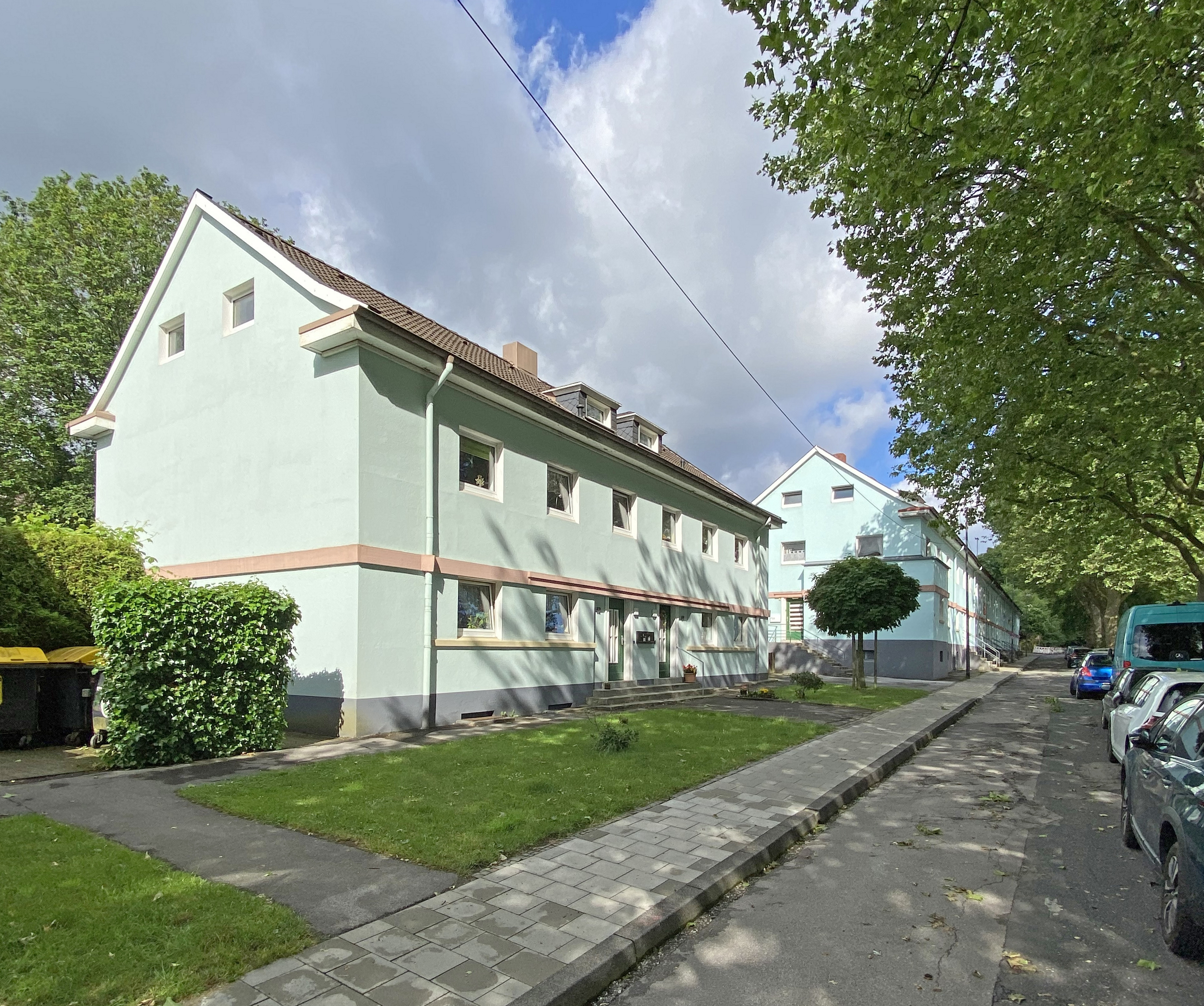
Neuenhof 61–62
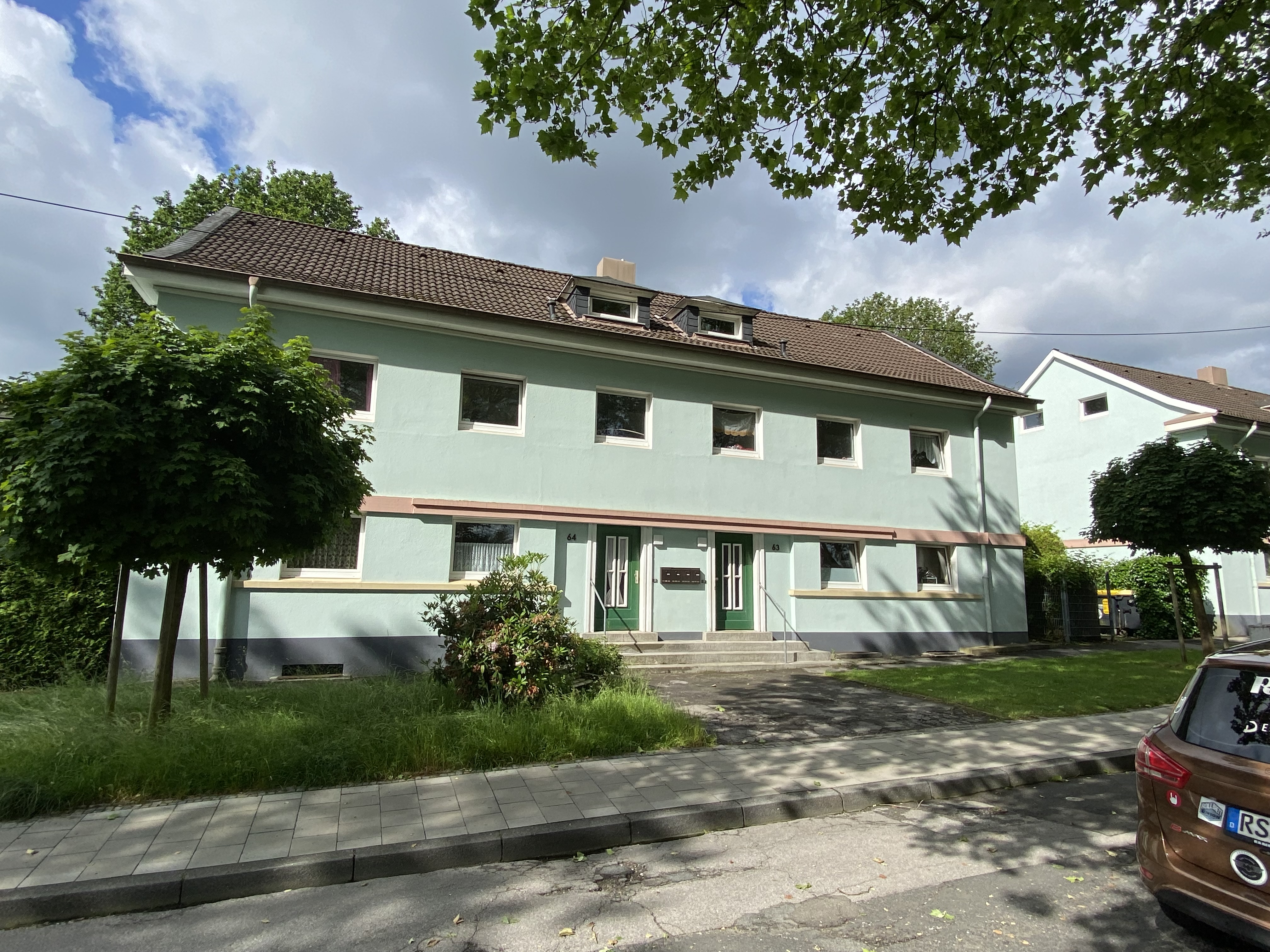
Neuenhof 63–64
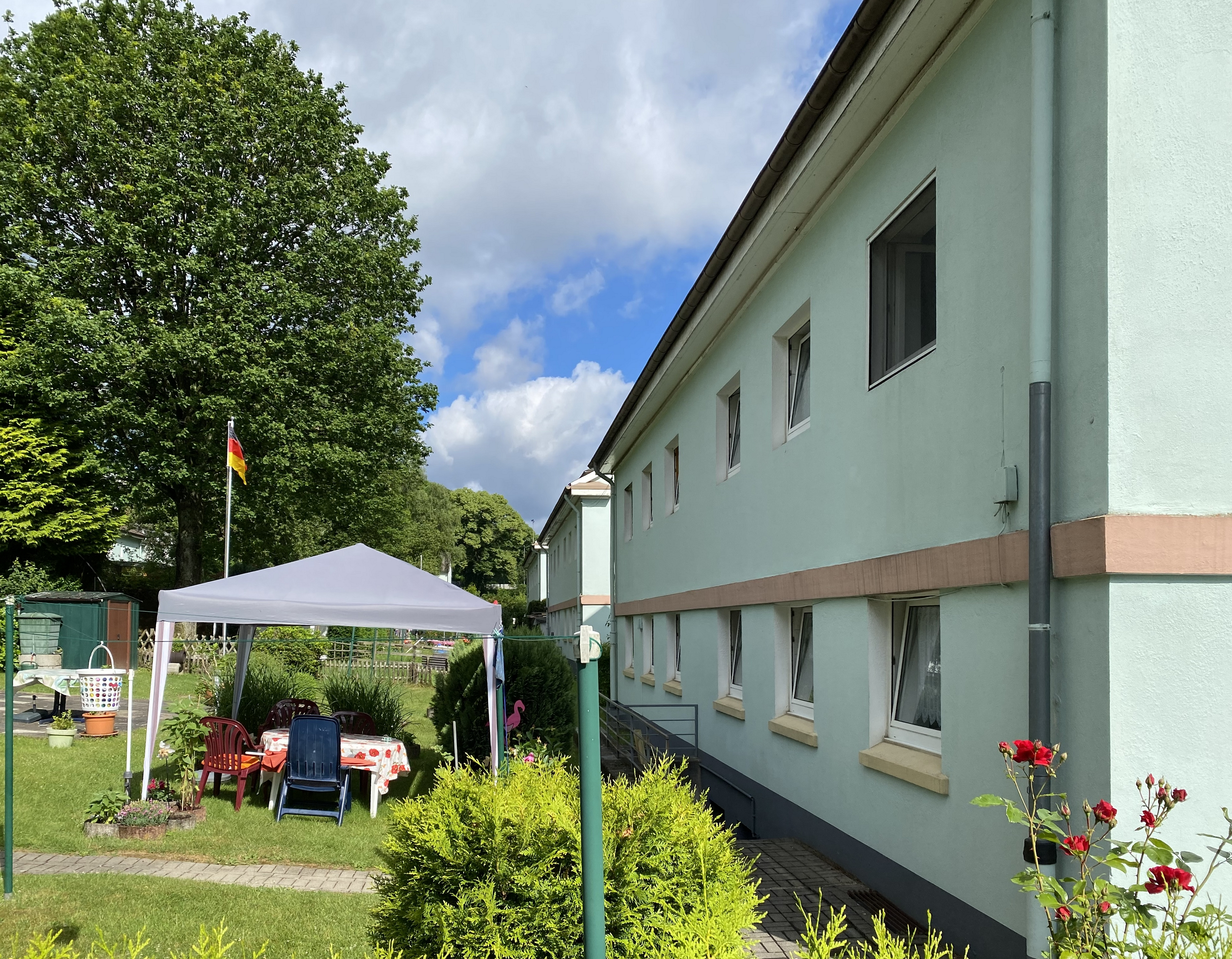
Hausgärten Rückseite Neuenhof 56–66
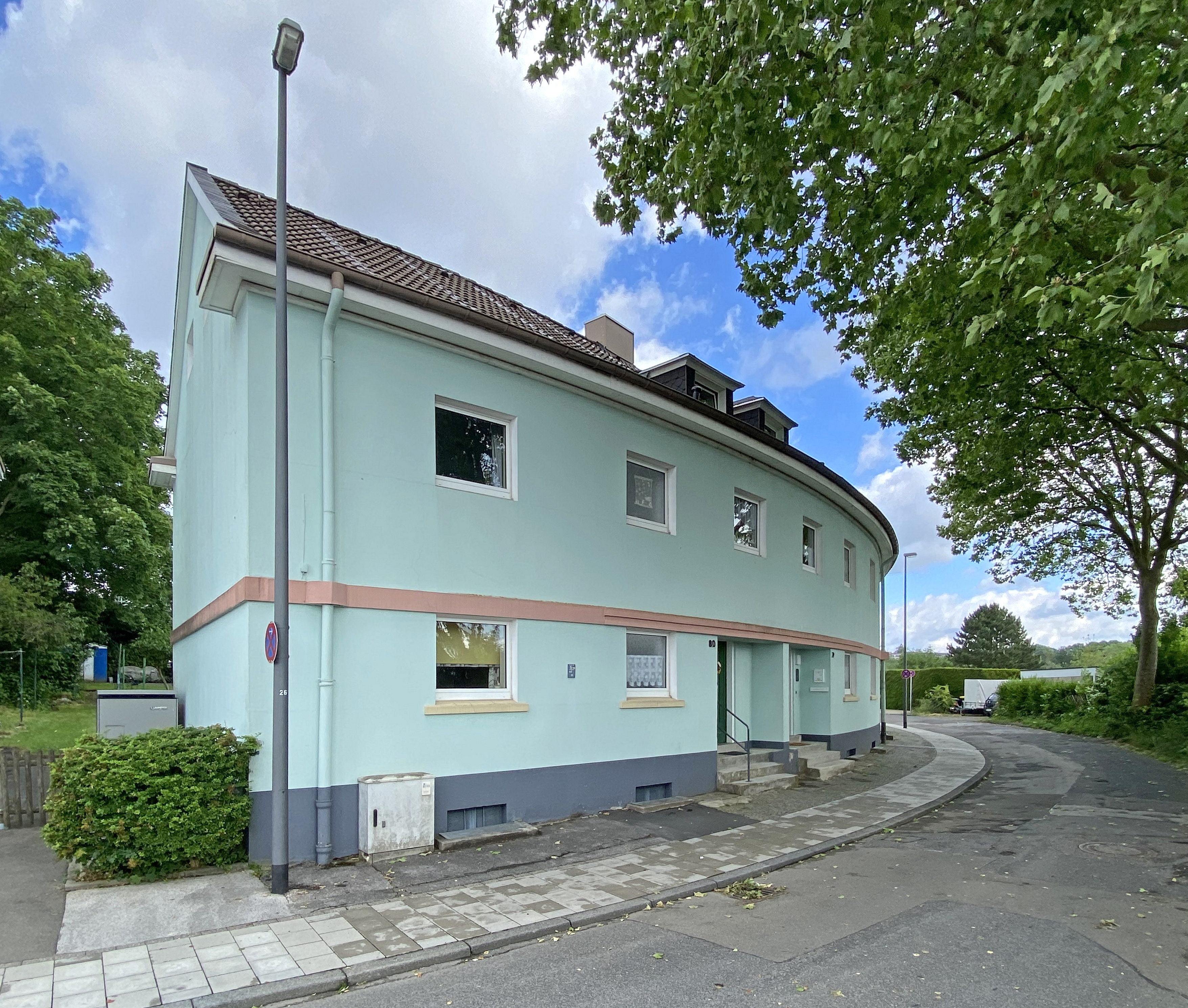
Neuenhof 79–80
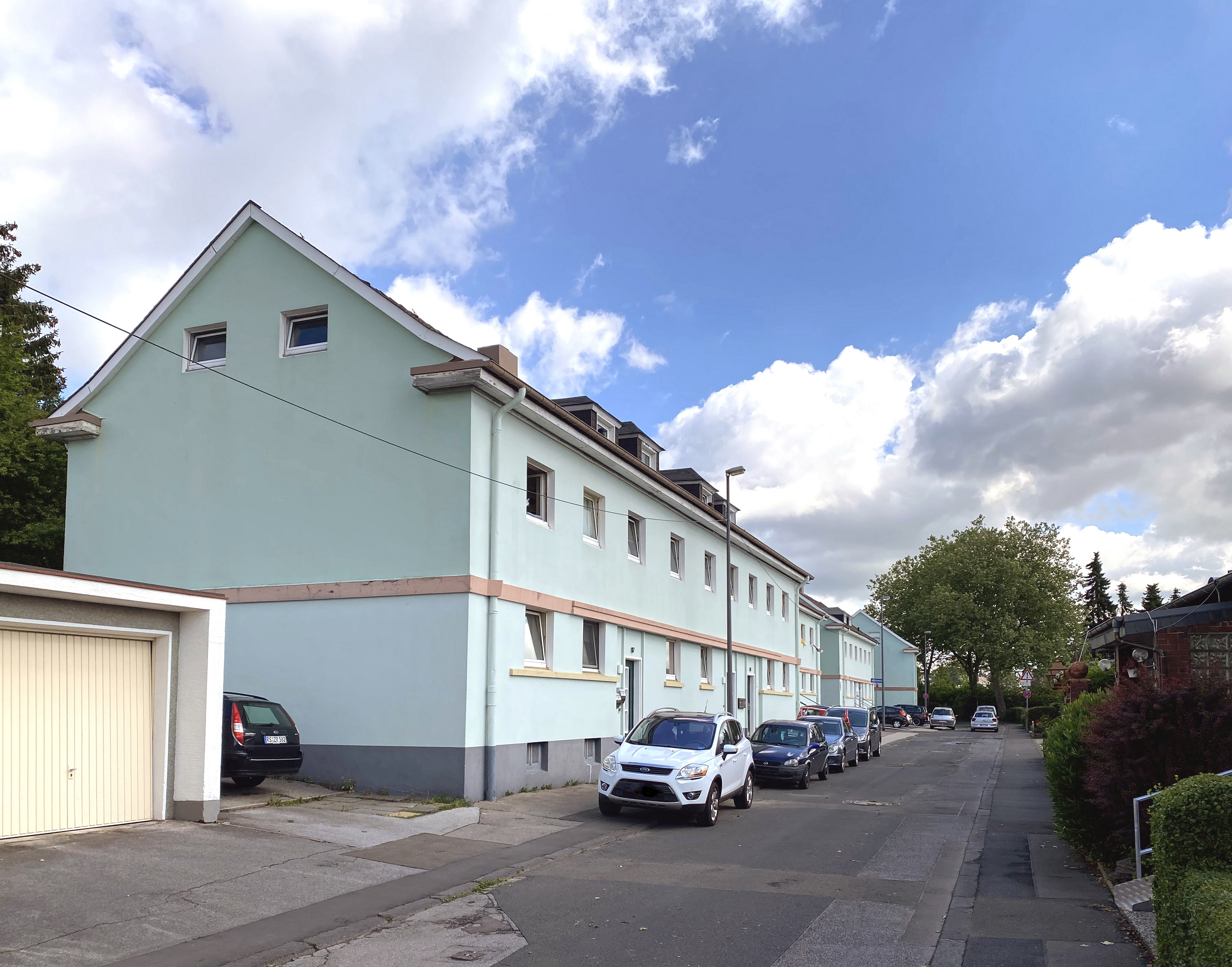
Neuenhof 80–87
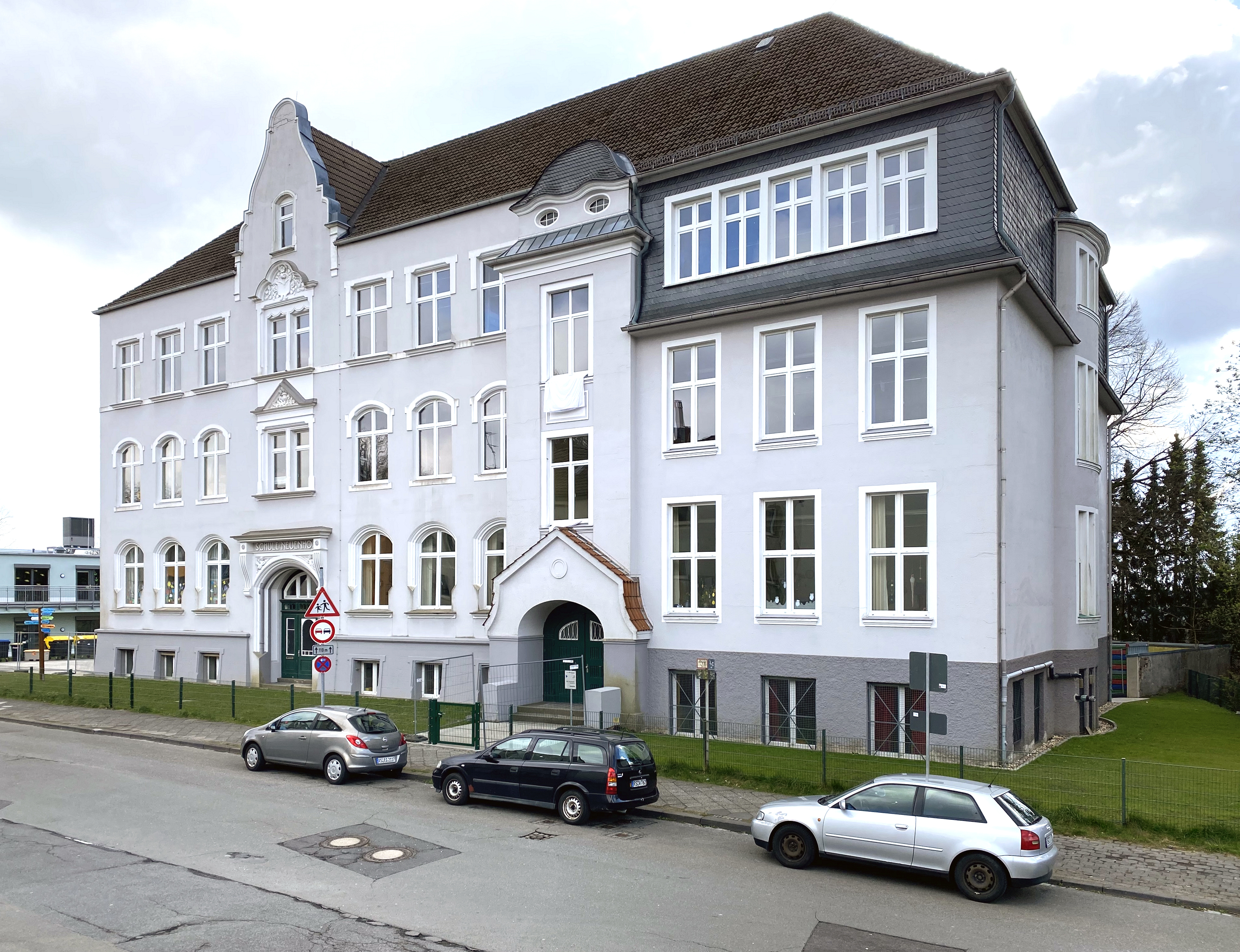
Schule Neuenhof Oststraße
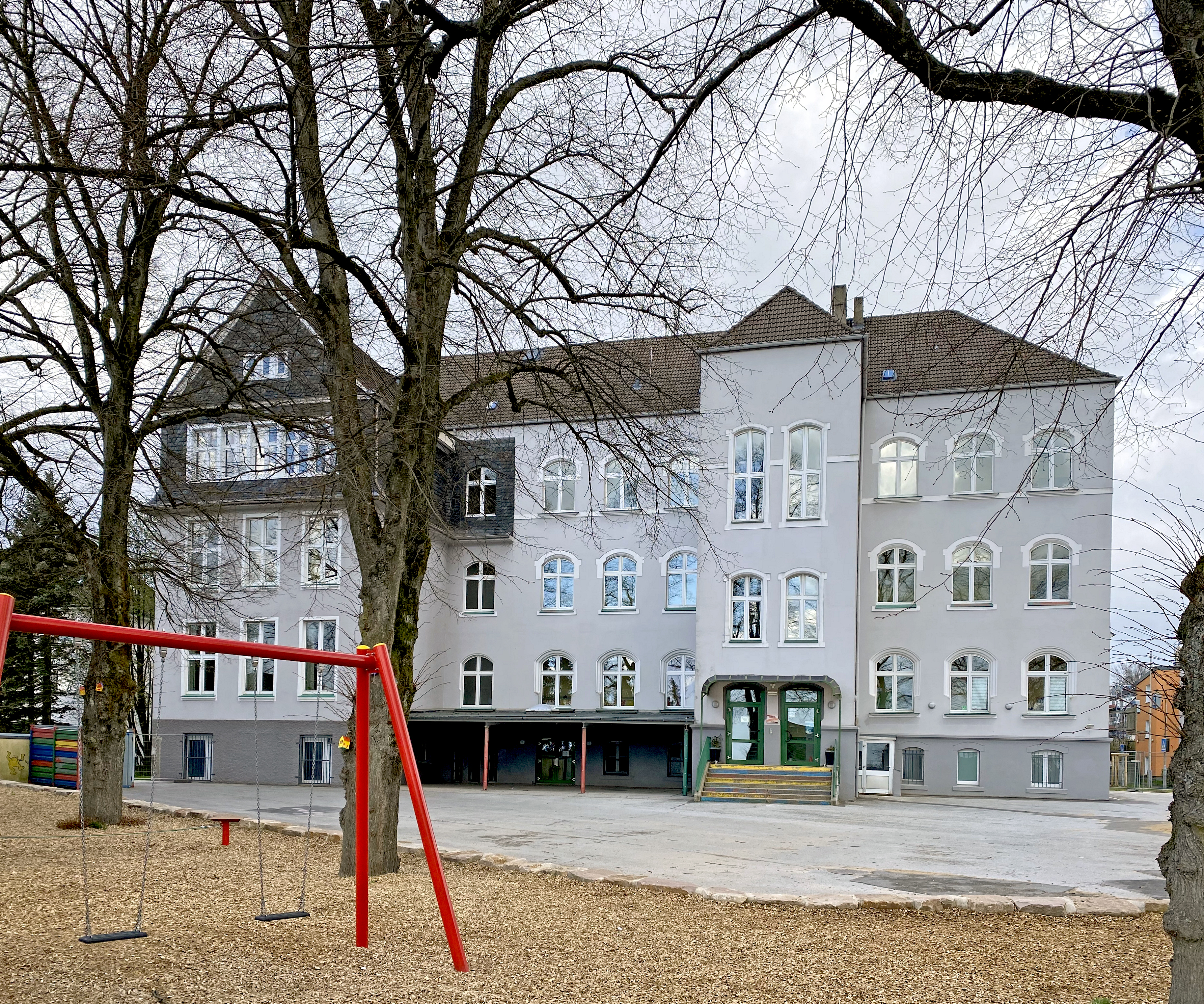
Schule Neuenhof (Südseite)